# ソニックピンボールパーティー
『ソニックピンボールパーティー 』(SONIC PINBALL PARTY)は、2003年7月17日にセガより発売されたゲームボーイアドバンス用ピンボールゲーム。
2006年1月26日には『ダブルパック ソニックピンボールパーティー&ソニックバトル』という2in1の廉価版で再発売された。

## ストーリー
ソニック・ザ・ヘッジホッグがDr.エッグマンにさらわれた仲間達を救うため、エッグマンが作ったカジノ主催のピンボールトーナメントに参加する。

## モード解説

### ベーシック
3つのピンボール台を選んでプレイするモード。
- ソニック台
- ナイツ台
- サンバDEアミーゴ台 - ストーリーモードを進めると解禁される。

### ストーリー
ストーリーに沿ってピンボール台を攻略していくモード。所定の得点を超えることでトーナメントを勝ち進んでいく。

### レッスン
オモチャオの案内により各ピンボール台の特徴を覚える。

### パーティー
フリッパーのついたミニゲームで遊ぶ対戦（協力）モード。
- バクダン（対戦ゲーム）
- ホッケー（対戦ゲーム）
- ビルのぼり（協力ゲーム）

### チャオのプチガーデン
チャオの育成とミニゲーム。育てたチャオは通信機能でニンテンドー ゲームキューブやソニックアドバンス1、2などに移動出来る。
- おかしめくっチャオ - 神経衰弱風カードゲーム
- チャオのCCシュート - 落ち物パズル

### カジノポリス
ミニゲーム。ソニック台やナイツ台で稼いだリングを使って遊べる。
- ルーレット
- スロット - ストーリーモードを進めると解禁される。
- ビンゴ - ストーリーモードを進めると解禁される。